# Hyperolius pardalis
Hyperolius pardalis és una espècie de granota de la família dels hiperòlids que viu a Camerun, República Centreafricana, República del Congo, Guinea Equatorial, Gabon i, possiblement també, a la República Democràtica del Congo.